# .pg
.pg es el dominio de nivel superior geográfico (ccTLD) para Papúa Nueva Guinea.